# Richard Grafton (polityk)
Richard Grafton (ur. ~1563) – angielski polityk.
Był deputowanym okręgu wyborczego Plympton Erie w 1589 roku i okręgu wyborczego Tregony w 1584 roku.